# Ernst Wilhelm von Kessel
Ernst Wilhelm von Kessel (geb. 1. Oktober 1703 in Schlesien; gest. 28. Juni 1787 in Militsch) war ein preußischer Landrat.

## Leben

Stammwappen derer von Kessel

Ernst Wilhelm von Kessel war Angehöriger des aus Thüringen stammenden Adelsgeschlechts Kessel. Er war ein Sohn von Johann Friedrich von Kessel (1672–1743), Erbherr auf Ober- und Nieder-Glauche und Geppersdorf, sowie Landesdeputierter im Fürstentum Oels und dessen Ehefrau Margaretha Elisabeth (1682–1754), geb. von Arzat auf Geppersdorf. Am 22. Oktober 1721 immatrikulierte er sich an der Universität Halle für ein Studium der Rechtswissenschaften. 1748 wurde er nach dem Tod von Christoph Sigismund von Lüttwitz zu dessen Nachfolger als Landrat des Kreises Militsch ernannt. Das Amt übte er bis zu dem von ihm gewünschten Abschied aufgrund seines Alters im Jahr 1787 aus. Ihm im Amt folgte noch im gleichen Jahr Gottlob Sylvius Wilhelm von Koschembahr.

## Familie
Ernst Wilhelm von Kessel war seit Januar 1728 mit der aus Ungarn stammenden Euphrosina († 1743), geb. von Weiss, verheiratet. Aus dieser Ehe gingen folgende Kinder hervor; Elisabeth Wilhelmine (* 1729), Ernst Friedrich (* 1730), Henriette Charlotte (* 1732), Christiana Eleonora (* 1733), Carl Wilhelm (* 1735), Gottlieb (* 1737) und Erdmuth Wilhelmine Euphrosina (* 1738), verehelichte von Pusch. In zweiter Ehe heiratete er im Mai 1746 Louisa Juliane (* 1720; † 1782), geb. von Schimonksy auf Schreibersdorf. Aus dieser Ehe gingen die beiden Söhne Moritz Wilhelm (* 1747) und Ernst Ludwig (* 1748) hervor.